# Berg, Na Uy
Berg là một đô thị ở hạt Troms, Na Uy. Trung tâm hành chính của đô thị này là làng Skaland. Đô thị này đối diện với Đại Tây Dương ở phía tây của đảo Senja. Khu vực đô thị lớn nhất ở Berg là làng Senjahopen. Điểm cao nhất trên đảo là núi Breidtinden, nằm ở đông bắc của Berg.
Đô thị là nơi đầu tiên trên thế giới sử dụng một nhà máy thủy điện trong cộng đồng khai thác mỏ Hamn i Senja. 
Vị mục sư nữ đầu tiên trong Giáo hội Lutheran của Na Uy, Ingrid Bjerkås, làm việc tại giáo xứ này bắt đầu vào năm 1961.